# Urządzenia transportowe
Urządzenie transportowe to urządzenie dźwigowo-transportowe do wewnętrznego transportu materiałów i obiektów, w obrębie placu składowego, magazynu, hali fabrycznej, fabryki placu budowy lub innego obiektu.
Urządzenia transportowe dzielą się na :
- Urządzenia transportowe o ruchu przerywanym - Najczęściej są to wózki transportowe o różnym przeznaczeniu. Najczęściej napędzane silnikiem elektrycznym zasilanym akumulatorem lub rzadziej spalinowym. Wózki transportowe mogą mieć różną konstrukcję zależną od przeznaczenia wózka.

- Urządzenia transportowe o ruchu ciągłym (przenośniki) - Zapewniają ciągły transport materiałów. Są to zwykle przenośniki taśmowe - rzadziej stosowanymi są przenośniki kubełkowe, zgarniające, wstrząsowe oraz wiele innych typów.